# Смычка города и деревни
Смы́чка го́рода и дере́вни (вар.: Смычка города с деревней, Смычка между городом и деревней) — общественное движение в Советской России и СССР в 1920-х — первой половине 1930-х годов по воплощению в жизнь экономического, политического и культурного союза передового рабочего класса и крестьянства России. В связи с этим словосочетание «смычка города и деревни» или просто «смычка» имело широкое хождение в то время.

## Политика
Необходимость смычки города и деревни возникла при проведении властями Новой экономической политики (НЭПа) для восстановления народного хозяйства, поскольку методами военного коммунизма поднять народное хозяйство оказалось невозможно, прежде всего из-за усиливающегося недовольства крестьянских масс.
Российский социолог и философ А. С. Ахиезер пишет, что потребность в «смычке» существовала, собственно, ещё до Советской власти, в результате нарушения соотношений отраслей хозяйства страны, что выразилось в невозможности установления цен, выгодных (или хотя бы приемлемых) как деревне, так и городу, при обмене между ними различными ресурсами. В советское время, в условиях псевдоэкономики, необходимо было установить минимальный уровень рыночных отношений, заменить продразвёрстку продналогом, оставив излишки продукции для развития рынка.
В. И. Ленин говорил в 1921 году на IX Всероссийском съезде Советов: «сущность новой экономической политики есть союз пролетариата и крестьянства, сущность — в смычке авангарда, пролетариата с широким крестьянским полем». При этом роль единственно возможной смычки, как указывал Ленин там же, играет торговля.
Вопросы смычки рабочих и крестьян, тему совхозов и колхозов как опорных пунктов укрепления смычки, и связанную с ней тему индустриализации и хлебной проблемы поднимал в 1928 году И. В. Сталин на Пленуме ВКП(б), проходившем 4—12 июля в Москве.

Так, поясняя вышеприведённое высказывание Ленина о смычке, Сталин отмечал, что, если понимать мысли Ленина в целом, то, говоря о средствах для реализации смычки рабочего класса с крестьянством, Ленин имел в виду не только торговлю — мануфактуру, «ситец» и прочие товары потребления для крестьян, но и «металл», то есть средства производства, снабжение крестьян машинами, а также электрификацию всей страны. Сталин привёл в пример следующую цитату из выступления Ленина на X съезде РКП(б): 
Дело переработки мелкого земледельца, переработки всей его психологии и навыков есть дело, требующее поколений. Решить этот вопрос по отношению к мелкому земледельцу, оздоровить, так сказать, всю его психологию может только материальная база, техника, применение тракторов и машин в земледелии в массовом масштабе, электрификация в массовом масштабе.
Большое значение вопросам смычки рабочего класса с крестьянством придавал Л. Д. Троцкий (его роль как в этих, так и в других вопросах оценивается неоднозначно). Споры велись, в частности, о том, с кем в крестьянстве должен делать смычку рабочий класс — с середняками или с кулаками.
В 1934 году на XVII съезде ВКП(б) в Отчётном докладе Сталин отметил успехи в реализации смычки города и деревни, и при этом не только в области товаров потребления и средств производства, но и в области культуры: 
«Всё крепче становятся нити хозяйственной и культурной смычки между городом и деревней. <…> Культурная пропасть между городом и деревней заполняется.»
Тем не менее внутридеревенские рыночные отношения не достигли уровня, необходимого для снабжения города в достаточных объёмах, что так же верно и для ремесленничества, при том, что национализированная часть хозяйства не смогла работать столь же эффективно, как это могли делать частники. «Нормальное» — рыночное — развитие невозможно, если нет массовой частной инициативы, массовой конкуренции, а есть склонность к монополизации.
Ещё одна возможность обеспечить смычку со стороны деревни и смягчить влияние цен состояла в снижении издержек с/х производства за счёт повышения его эффективности и обеспечении массовой реализации сельхозпродукции. Однако выполнить это было ещё труднее, чем в промышленности, поскольку довольно высокий процент сельского населения был привержен к социальным формам жизни, не обладал должной инициативой, и не мог, соответственно, обеспечить требуемый уровень прогресса. Кроме того, власти и сопутствующая им марксистская интеллигенция имели весьма преувеличенное представление об уровне развития деревенских товарно-денежных отношений, и, таким образом, не знали истинного положения дел, того, насколько реально крестьянство может пойти на «смычку» за счёт интенсификации сельского хозяйства.
Поэтому на следующем историческом этапе идея смычки постепенно сошла на нет, и на смену ей пришли мероприятия по «подъёму сельского хозяйства», которые решались как чисто отраслевая задача, административными и техническими средствами, прямой передачей ресурсов в деревню, что было экономически нецелесообразно и не работало в пользу рыночных отношений, становления рынка.

## Практика
Отмеченные на XVII съезде ВКП(б) успехи были достигнуты за счёт организации на местах соответствующих структур. На примере Петрограда-Ленинграда и области можно отметить:
- различные рабочие общества смычки города с деревней (РОС) и союзы РОС: Волховское РОС[16], Красногвардейское РОС[17], Ленинградское РОС[18][19]. При Ленинградском РОС были созданы, в частности, курсы тракторных инструкторов-механиков (1930—1932), которые затем были реорганизованы в учебно-производственный комбинат (1932—1933)[20];
- партийные фракции[21] и, после XVII съезда ВКП(б), партгруппы[22] ВКП(б).

Для пропаганды и обсуждения вопросов движения по стране издавались газеты «Смычка»:
- по Северо-Западу[23],
- в усольской «Смычке» одно время сотрудничал Аркадий Гайдар[24],
- Моршанская газета «Согласие» (Тамбовская область) раньше носила название «Смычка»[25],
- в Лебедяни с конца ноября 1926 года выходила газета «Смычка»[26] и т. д.

Пропагандировал идеи смычки Владимир Маяковский: например, в 1924 году написал стихотворение, посвященное укреплению рубля как твёрдой почве для смычки рабочего и крестьянина, а его стихи о чае треста «Чаеуправление» и рисунок составляли листовку, которая вкладывалась в каждый тюк с чаем, поставлявшийся в деревню для крестьян:
Смычка с деревней.

     Выходи и встречай —

Москва

     деревне

          высылает чай.

Крестьяне,

     соблюдайте интересы свои:

только в Чаеуправлении покупайте чаи.

Имя движения давали населённым пунктам в различных областях страны, например, в Челябинской, Тамбовской, Липецкой областях и других, улицам (напр., в Казани), фабрикам и заводам, и даже папиросам, конфетам и печенью: ленинградский поэт Николай Маков в неопубликованных воспоминаниях «Время и слова» пишет: 
«В 1928-30 г.г. большой популярностью пользовались папиросы „Смычка“. На обороте пачки были изображены рабочий и крестьянин, пожимающие друг другу руки. Такое же название носили и конфеты в коробках и печенье. В то время велась широкая политическая агитация в пользу крепкого Союза рабочего класса с крестьянством. Рабочий поэт Тихомиров на страницах бывшей „Красной газеты“, издававшейся в Петрограде, писал: „Мы товарищи и братья — / Я — рабочий, / Ты — мужик! / Наши грозные объятья / Смерть и гибель для владык!“ Это небольшое стихотворение, ставшее широко известным в те годы, кратко, но убедительно пропагандировало смычку двух трудящихся классов! Практически — эта смычка выражалась в выезде агитбригад и партийного актива в деревню, в оказании всемерной помощи в организации лекций, докладов, библиотек и других мероприятий в области массовой политико-просветительной работы».
 Папиросы «Смычка» упоминаются также в знаменитой книге «Республика ШКИД» авторов Белых и Пантелеева: 
«…выложил на парту несколько книг и тетрадок, начатую пачку папирос „Смычка“ <…>»
 Поэт Антоний Касимов в стихотворении «Мой старикан» в сборнике «Октябрьские всходы», с.33, устами «бати» говорит: 
Скажу попросту: с рифмачем / Нет у меня смычки.

В том же сборнике, с.82-83, поэт Дм. Октябрёв шефству завода над деревней и поездке рабочих в деревню на покосы посвятил стихотворение «Смычка». 
Не оставалась в стороне и советская сатирическая пресса: например, в журнале «Бегемот» в юмореске «Крепкая связь» критиковался корыстный подход к делу: 
« — А ваш местком поддерживает связь с деревней?
 — А как же! Вчерась только предместкома из деревни поросёнка получил!»

## Наглядная агитация
В честь движения выпускались плакаты, листовки, значки, декоративная посуда и прочее, а также было изобретено женское имя Даздрасмыгда: «Да здравствует смычка города с деревней».
- Плакат-вставка со стихами В.В.Маяковского
- Плакат Ленинградского РОС (Ленин, Кустодиев)
- Один рубль 1924 года